# Heidi Moneymaker
Heidi Louise Moneymaker (* 9. Februar 1978 in Santa Rosa, Kalifornien) ist eine Stuntfrau.

## Leben
Moneymaker besuchte die UCLA. Als Leistungsturnerin nahm sie für die Schule an nationalen Wettbewerben der National Collegiate Athletic Association teil und gewann Goldmedaillen an Stufenbarren und Pauschenpferd.
Sie trat als Stuntfrau in zahlreichen Filmen sowie Fernsehsendungen auf und doubelte verschiedene Schauspielerinnen wie etwa Drew Barrymore in 3 Engel für Charlie – Volle Power (2003), Rachel Bilson in O.C., California (ab 2003), Moon Bloodgood in Street Fighter: The Legend of Chun-Li (2009) und Scarlett Johansson in den Marvel-Filmen (seit 2010).
Für ihr Wirken im 2009 erschienenen Actionfilm Fast & Furious – Neues Modell. Originalteile. bekam sie 2010 einen Taurus Award in der Kategorie Bester Fahrzeugstunt, den sie sich mit Kenny Alexander, Troy Brown, Gene Hartline und Tad Griffith teilt. Für denselben Film erhielt sie ebenfalls eine Taurus Award Nominierung als Beste Stuntfrau. Im gleichen Jahr gewann sie zusammen mit zahlreichen Stuntkollegen in der Kategorie Bestes Stuntensemble den Screen Actors Guild Award für den Science-Fiction-Film Star Trek. 2013 bekam sie für den 2012 erschienenen Film Marvel’s The Avengers in der Kategorie Beste Kampfszene einen weiteren Taurus Award, diesmal zusammen mit Chick Bernhardt und Jeff Wolfe.
Als Schauspielerin war Moneymaker 2006 in der Rolle der Cassidy Daniels in der Folge Freier Fall, der ersten Folge der dritten Staffel, von CSI: NY zu sehen.
Für das 2008 erschienene Spiel Tomb Raider: Underworld stellte Moneymaker via Motion Capturing die Bewegungen der Titelheldin Lara Croft dar.

## Filmografie (Auswahl)
als Stuntfrau, wenn nicht anders angegeben
- 1999: Angel – Jäger der Finsternis (Angel, Fernsehserie)
- 2001: 24 (24, Fernsehserie)
- 2003: 3 Engel für Charlie – Volle Power (Charlie's Angels: Full Throttle)
- 2005: All That (Fernsehserie)
- 2005: Constantine
- 2005: Mr. & Mrs. Smith
- 2005: Krieg der Welten (War of the Worlds)
- 2005: Serenity – Flucht in neue Welten (Serenity)
- 2006: CSI: NY (Fernsehserie, Folge 3x01 Freier Fall, als Schauspielerin)
- 2006: Mission: Impossible III
- 2006–2007: My Name Is Earl (Fernsehserie, fünf Folgen)
- 2006–2008: CSI: NY (Fernsehserie, vier Folgen)
- 2007: Spider-Man 3
- 2007: Ocean’s 13 (Ocean’s Thirteen)
- 2008: John Rambo (Rambo)
- 2008: Hancock
- 2009: Street Fighter: The Legend of Chun-Li
- 2009: Fast & Furious – Neues Modell. Originalteile. (Fast & Furious)
- 2009: Star Trek
- 2010: Iron Man 2
- 2011: Cowboys & Aliens
- 2012: Marvel’s The Avengers (The Avengers)
- 2013: Seelen (The Host)
- 2014: The Return of the First Avenger (Captain America: The Winter Soldier)
- 2015: Avengers: Age of Ultron
- 2015: Die Tribute von Panem – Mockingjay Teil 2 (The Hunger Games: Mockingjay – Part 2)
- 2016: Hail, Caesar!
- 2016: The First Avenger: Civil War (Captain America: Civil War)
- 2017: John Wick: Kapitel 2 (John Wick: Chapter 2)
- 2018: Avengers: Infinity War
- 2019: Captain Marvel
- 2019: Avengers: Endgame
- 2019: John Wick: Kapitel 3 (John Wick: Chapter 3 – Parabellum)
- 2020: Mulan (Fight Coordinator)
- 2020: Black Widow
- 2022: Avatar: The Way of Water

## Auszeichnungen und Nominierungen
gewonnen
- 2010: Taurus Award in der Kategorie Bester Fahrzeugstunt für Fast & Furious – Neues Modell. Originalteile. (geteilt mit Kollegen)[3]
- 2010: Screen Actors Guild Award in der Kategorie Bestes Stuntensemble für Star Trek (geteilt mit zahlreichen Kollegen)[4]
- 2012: Action Icon Award in der Kategorie Dynamic Duo (zusammen mit Scarlett Johansson)
- 2013: Taurus Award in der Kategorie Beste Kampfszene für Marvel’s The Avengers (geteilt mit Kollegen)[5]
- 2017: Taurus Award in der Kategorie Bester Stunt einer Frau für Captain America: Civil War
- 2020: Screen Actors Guild Award in der Kategorie Bestes Stuntensemble für Avengers: Endgame (geteilt mit zahlreichen Kollegen)

nominiert
- 2010: Taurus-Award-Nominierung als Beste Stuntfrau für Fast & Furious – Neues Modell. Originalteile.[3]
- 2012: Screen Actors Guild Award in der Kategorie Bestes Stuntensemble für Cowboys & Aliens (geteilt mit zahlreichen Kollegen)
- 2016: Screen Actors Guild Award in der Kategorie Bestes Stuntensemble für Fast & Furious 7 (geteilt mit zahlreichen Kollegen)
- 2017: Screen Actors Guild Award in der Kategorie Bestes Stuntensemble für Captain America: Civil War (geteilt mit zahlreichen Kollegen)
- 2017: Taurus-Award-Nominierung in der Kategorie Beste Kampfszene für Captain America: Civil War (geteilt mit Kollegen)
- 2019: Screen Actors Guild Award in der Kategorie Bestes Stuntensemble für Avengers: Infinity War (geteilt mit zahlreichen Kollegen)